# ناوچه کلاس ساوت‌همپتون
ناوچه کلاس ساوت‌همپتون (به انگلیسی: Southampton-class frigate) یک کلاس از کشتی است که طول آن ۱۲۴ فوت ۴ اینچ (۳۸ متر) می‌باشد.